# ステープルトン国際空港

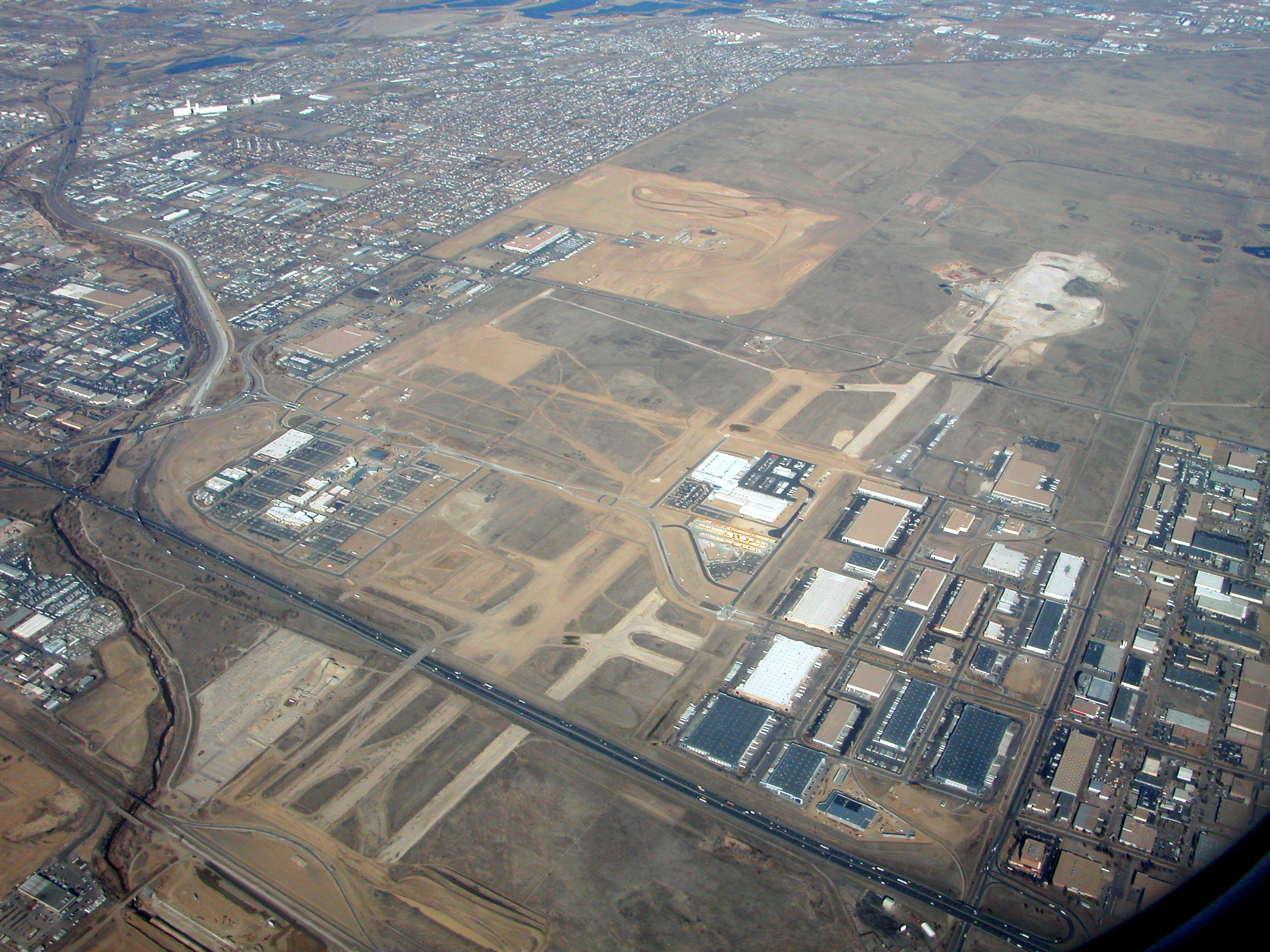
ステープルトン国際空港の跡地

ステープルトン国際空港（ステープルトンこくさいくうこう, 英語: Stapleton International Airport）は、1929年から1995年までコロラド州デンバーにあった国際空港である。コンチネンタル航空、ユナイテッド航空、トランス・ワールド航空、ピープルエキスプレス、ウェスタン航空などのハブ空港として運用されてきたが、1995年に閉鎖され、デンバー国際空港にその座を譲った。現在は再開発が行われている。

## 歴史
ステープルトン国際空港は1929年10月17日にデンバー市民空港として開業した。その後1944年に拡張されステープルトン飛行場として改称された。ステープルトンの名は1923年から1947年にかけてデンバー市の市長であり、1928年以降空港開業に尽力したベンジャミン・F・ステイプルトンに由来する。
1960年代には新しいターミナルとジェット機の離着陸に対応した滑走路が建設され、フロンティア航空、コンチネンタル航空、およびユナイテッド航空のハブ空港としても利用されるようになった。このため混雑が拡大し、1980年代には再び滑走路とターミナルが拡張された。1995年の閉鎖時点では3本の平行滑走路が2組、それぞれ南北と東西に延びるという配置になり、5つのコンコースがあった。

## 閉鎖

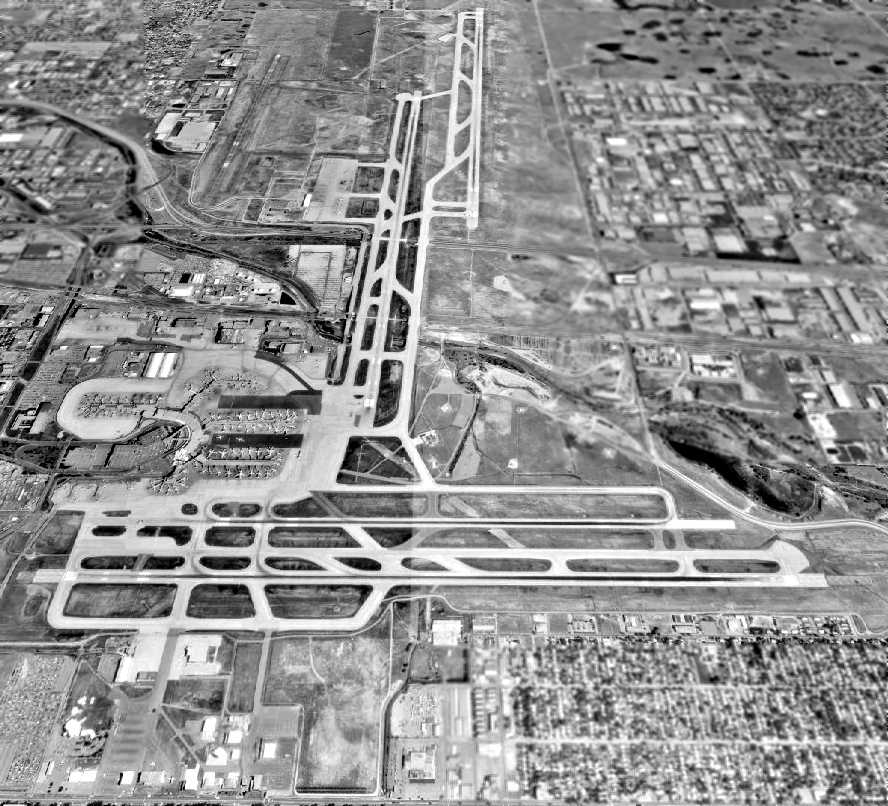
閉鎖直前のステープルトン国際空港(1993年)

ステープルトン国際空港は以下のようないくつかの問題を抱えており1980年代から代替が検討されてきた。
- 滑走路が分断されており、天候によっては極めて長期間の待機が必要
- 近隣住民からの騒音訴訟
- ロッキーマウンテン兵器廠の存在による滑走路延長の制限

コロラド州議会は1985年に新空港をアダムス郡内に建設する計画を立て、1988年にアダムス郡内での投票、1989年のデンバー市の投票を経て、新たにデンバー国際空港の建設が決まった。
1995年の2月27日の夜に最後の便が飛び立つと、ステープルトン国際空港は閉鎖されたが、朝までにデンバー国際空港に移転するために、大規模な引越しが行われた。また、ステープルトンの滑走路には間違いを防ぐために白地でXの文字が大書された。開業していない時点ではデンバー国際空港にはDVX、KDVXの仮空港コードが与えられていたが、開業後はステープルトンのDEN、KDENのコードが割り当てられた。
現在、往時の面影を残すのは管制塔と駐機施設程度であり、空港の建物はすべて撤去されている。

## 再開発
現在は再開発が進み、1,000戸以上の住宅が建てられている。将来的には30,000人が居住する計画となっている。

## 事故
- コンチネンタル航空1713便離陸失敗事故